# Ramón Unzaga
Ramón Unzaga Asla, né en 1894 à Bilbao en Espagne, et mort le 31 août 1923 à Cabrero au Chili, est un joueur de football basque naturalisé chilien. Au Chili, il est connu comme étant la personne qui est crédité de la création de la « bicyclette » en janvier 1914,.

## Biographie
En 1906, alors âgé de 12 ans, il émigre à Talcahuano au Chili avec ses parents. En 1912 à dix-huit ans, il impressionne la délégation sportive Talcahuano avec son aptitude dans le football, alors ils ont signé pour le club de football. Il a commencé sa carrière et a adopté la nationalité chilienne. Unzaga est considéré comme la première personne à créer le coup de la bicyclette, l'inventant en jouant pour son club en 1914 au stade El Morro de Talcahuano. Le coup est nommé le chorera en l'honneur de l'équipe pour qui il jouait et qu'on appelait escuela chorera (école de chorera) à l'époque. Dans la Copa America de 1916 et 1920 en jouant pour l'équipe nationale chilienne, Unzaga a répété le coup à plusieurs reprises, la presse argentine l'appellant le coup chilena.
Il a reçu de nombreuses offres pour jouer avec les clubs de football internationaux, mais il a toujours choisi de rester avec le Club Atlético de Fútbol y Estrella de Mar de Talcahuano.

## Hommage
En 2008, la municipalité de Talcahuano prévoit d'ériger un monument en l'honneur de Ramón Unzaga.
Le 15 mai 2014, à l'entrée du stade de football Estadio El Morro (es) est inaugurée une statue le « chilena »; œuvre du sculpteur María Angélica Echavarri, la statue de trois mètres de diamètre est composée de 600 kg de bronze et de cuivre, et a été offerte par la société Sigdo Koppers,,.